# Conanthera
Conanthera es un género que incluye 5 especies de pequeñas plantas herbáceas, perennes y bulbosas, de flores azules, púrpuras o blancas dispuestas en panículas. El género es oriundo de Chile y pertenece a la familia de las Tecofileáceas (Tecophilaeaceae). Se propagan por esquejes o semillas. 

## Especies
Conanthera incluye las siguientes especies:
- Conanthera bifolia Ruiz & Pav. - illmú de Chile[2]
- Conanthera campanulata Lindl.
- Conanthera parvula (Phil.) Muñoz-Schick
- Conanthera trimaculata (D.Don) F.Meigen
- Conanthera urceolata  Ravenna